# کاکوگاوا ۸۸۹۲
سیارک ۸۸۹۲ (به انگلیسی: 8892 Kakogawa، نامگذاری:1994RC11) هشت هزار و هشتصد و نود و دومین سیارک کشف شده‌است که در ۱۱ سپتامبر ۱۹۹۴ کشف شد.
قدر مطلق سیارک برابر ۱۳٫۱۰ است.